# Красильщикова, Елена Александровна
Елена Александровна Красильщикова (7 июня 1911, Санкт-Петербург — 25 мая 1985, Москва) — советский учёный в области математики и механики. Одна из первых в стране женщин — докторов наук по механике.

## Биография
Из рода русских предпринимателей Красильщиковых. Родилась в семье учителей, отец — Александр Иванович (1881—1942) преподавал математику, отличился тем, что проиграл принадлежащие ему акции родового предприятия в казино Монако и революцию 1917 года встретил как пролетарий.
Мама — Элеонора Александровна (урожд. Хартман, 1882—1973) — преподавала географию.
Детство провела в деревне Курово Овсищенской волости Вышне-Волоцкого уезда Тверской губернии, где учительствовали родители. С 1927 года семья жила в собственном доме в Кунцево под Москвой (не сохранился).
В 1929 году окончила среднюю школу. Работала секретарём в Авиатресте, год — корреспондентом Глававиапрома (1931), техником в Авиамоторном тресте, затем — шофёром в Мосавтотрансе.
По направлению завода № 1 имени Авиахима, где также работала шофёром, в 1935 году поступила в Московский авиационный институт. С 1937 года одновременно училась на заочном отделении механико-математического факультета Московского университета. Окончив четыре курса самолётостроительного факультета МАИ (1940), перевелась в МГУ. Среди однокурсников считалась элитарной студенткой. Обучилась полётам на планерах и самолётах. Занималась гимнастикой и альпинизмом.
Окончила механико-математический факультет МГУ (1941, с отличием). Ученица Л. И. Седова.
Во время Великой Отечественной войны преподавала в школе № 37 города Кунцево. Сдавала кровь, почётный донор СССР (1959).
В 1943 году поступила в аспирантуру НИИ механики МГУ, которую окончила в 1946 году. Кандидат физико-математических наук (1946), тема диссертации «Возмущенное движение воздуха при вибрациях крыла, движущегося со сверхзвуковой скоростью».
В 1945—1948 годах преподавала в Московском механическом институте, ассистент, доцент. В 1948—1949 — доцент МГУ. С 1947 по 1950 год училась в докторантуре Математического института АН СССР. Доктор физико-математических наук (1951), тема диссертации «Движение тонкого крыла со сверхзвуковой скоростью».
С 1951 года работала в Институте механики АН СССР, старший научный сотрудник, с 1965 года — старший научный сотрудник в Институте проблем механики АН СССР. С 1978 года на пенсии.
Основные труды посвящены математическим методам в гидромеханике, теории крыла. Впервые в СССР исследовала задачу о движении вибрирующего крыла со сверхзвуковой скоростью (1947). В 1954 году результаты Е. А. Красильщиковой были отмечены Т. фон Карманом на Международном конгрессе по теоретической и прикладной механике в Брюсселе.
Вошла в первоначальный состав Национального комитета СССР по теоретической и прикладной механике (1956).
Увлекалась путешествиями, действительный член Географического общества СССР.
Похоронена на Хованском кладбище.

## Награды
- Премия имени Н. Е. Жуковского (1947), с серебряной медалью.